# Kebaya
La kebaya est une blouse traditionnelle qui tire son origine de l’empire Majapahit (Indonésie). Elle est portée par les femmes en Indonésie, à Brunei, en Malaisie et par les Malais de Singapour, en général avec un kain de batik, ou encore avec un sarong ou un songket.

## Histoire
Le mot kebaya serait originaire de la péninsule Arabique. « Kaba » signifie en effet « vêtement » en arabe. Le nom de kebaya aurait été donné par les premiers Portugais arrivés en Asie du Sud-Est au début du XVIe siècle, pour désigner ce vêtement porté par les femmes de l'archipel indonésien.
Autrefois à Java, seuls les membres de familles royales et princières et de la noblesse de robe priyayi avaient le droit de porter la kebaya. À l'époque des Indes néerlandaises et jusqu'au début du XXe siècle, les femmes européennes la portaient.
À Malacca, les Chinoises Peranakan portaient la « kebaya nyonya » avec un sarong et des souliers appelés kasut manek.
Aujourd'hui en Indonésie, à côté de la kebaya traditionnelle, les stylistes travaillent à créer une kebaya moderne et à la mode. 
La kebaya est appréciée pour sa mise en valeur de la silhouette de la femme.
Les hôtesses des compagnies aériennes Garuda Indonesia, Malaysia Airlines et Singapore Airlines portent comme uniforme un ensemble appelé kain kebaya en indonésien et sarong kebaya en malaisien.
La kebaya : connaissances, savoir-faire, traditions et pratiques est inscrite sur la liste représentative du patrimoine culturel immatériel de l'humanité par l'UNESCO en 2024 au bénéfice du Brunei, de l'Indonésie, de Singapour et de la Thaïlande.

## Galerie

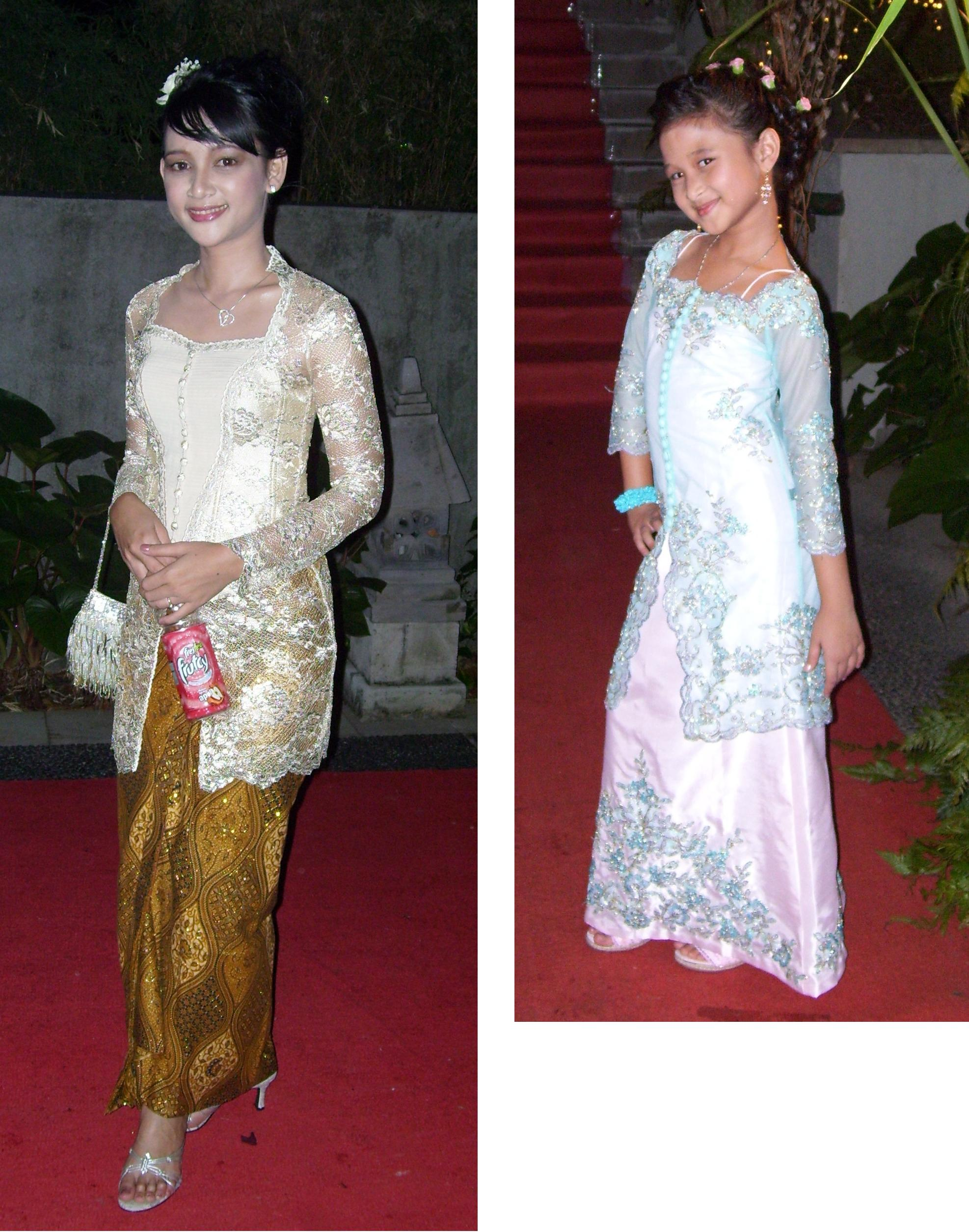
Kebaya modernes pour femme et enfant.
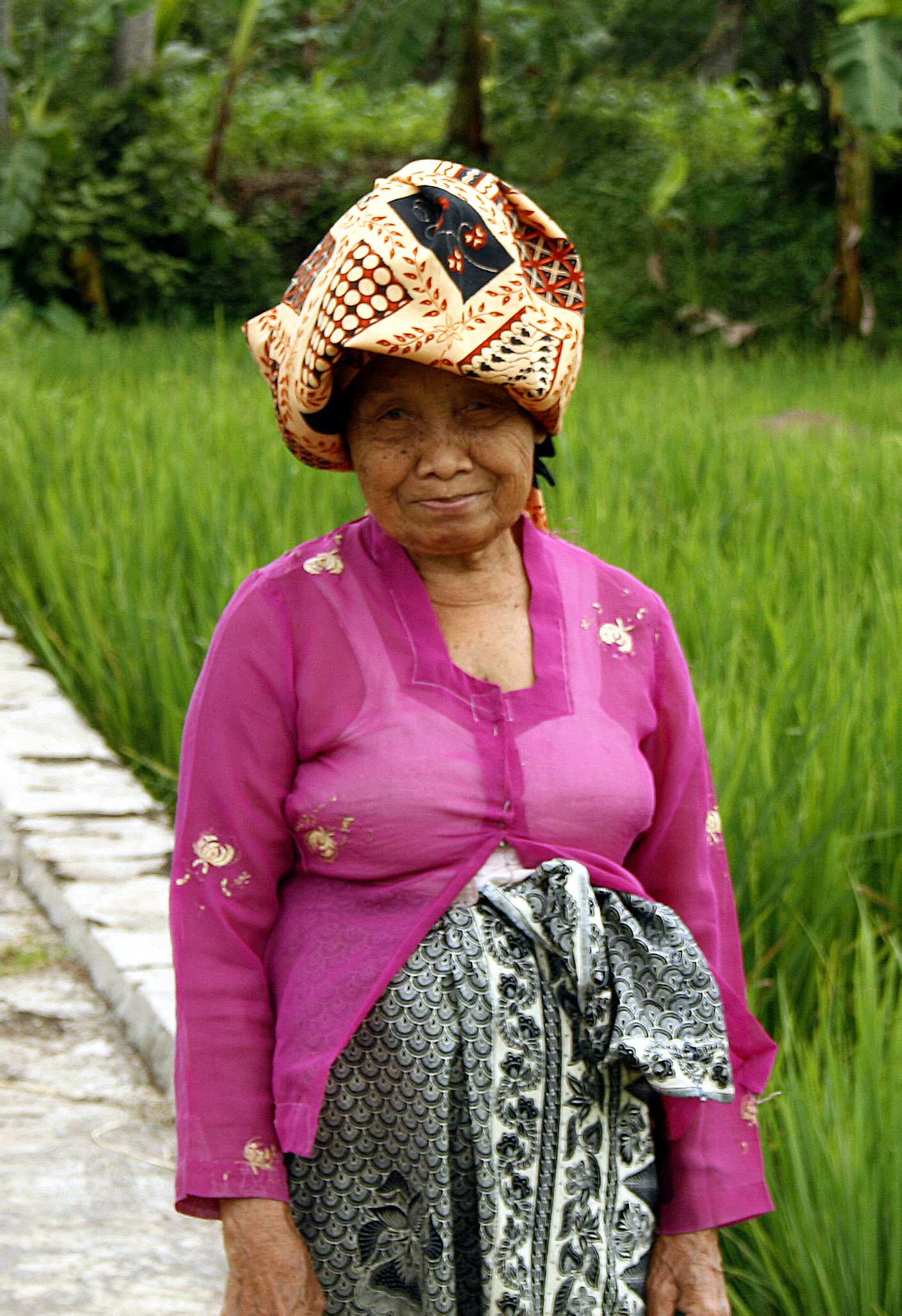
Paysanne sundanaise de la région de Garut portant une kebaya, un kain et un couvre-chef de batik.
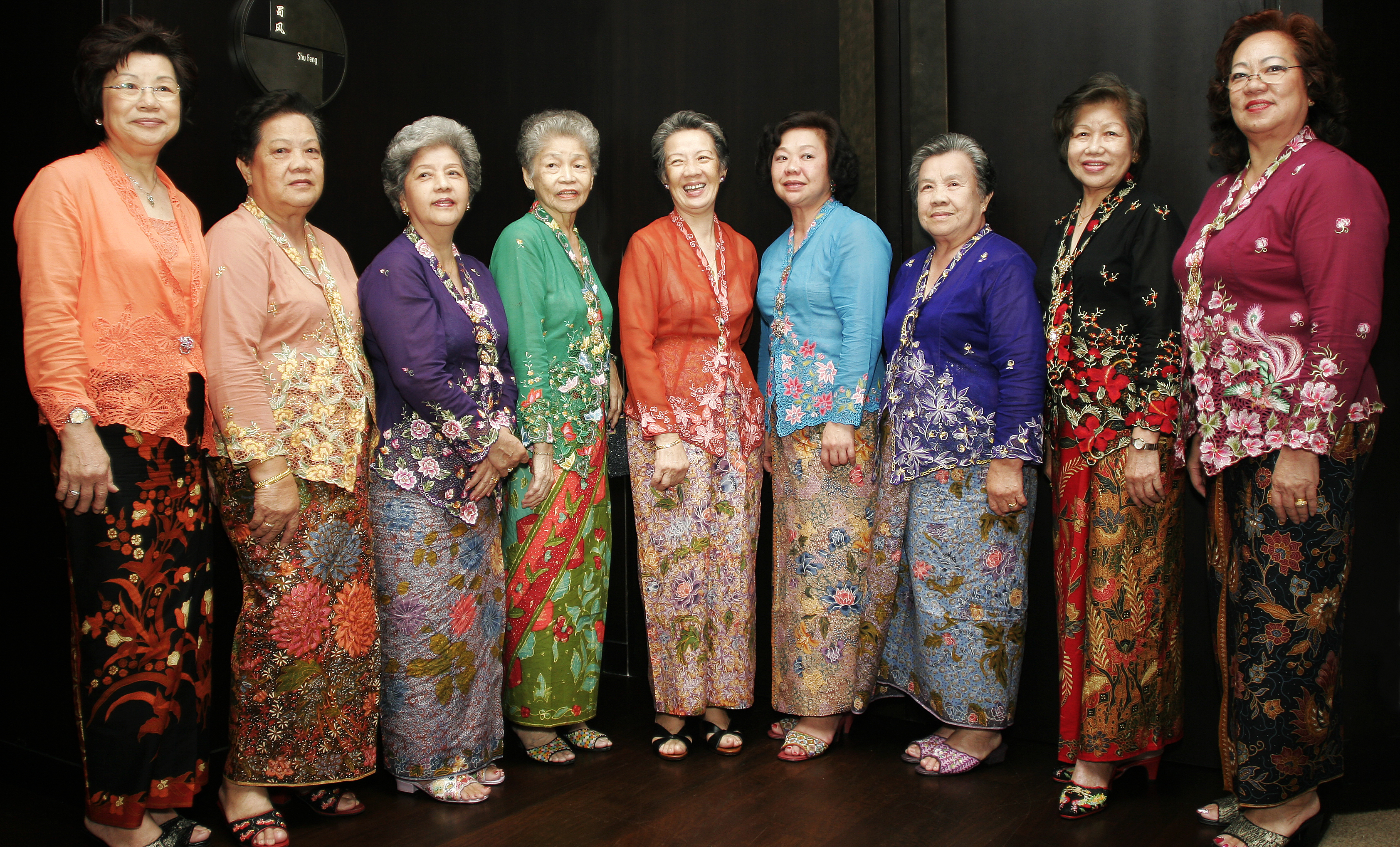
Dames sino-indonésiennes en kebaya.
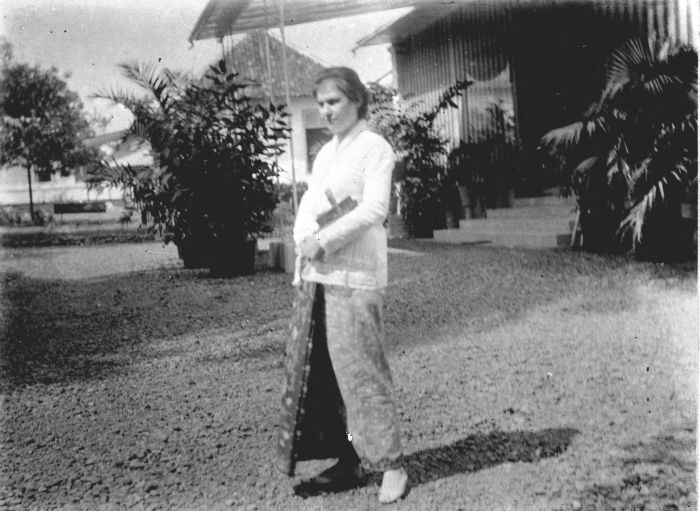
Une dame néerlandaise en kebaya, à Bogor, en 1904.